# 皮奥伊州波塔莱格雷
皮奥伊州波塔莱格雷（葡萄牙語：Alegrete do Piauí）是巴西皮奥伊州的一个市镇。总面积281.271平方公里，总人口4335人，人口密度15.4人/平方公里。